# Broadway Journal

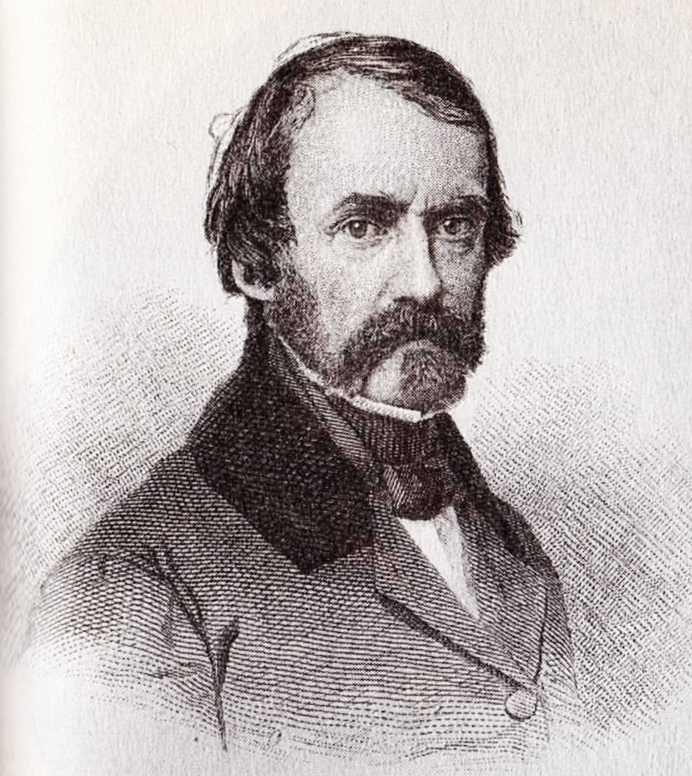
Charles Frederick Briggs, uno de los dos fundadores del Broadway Journal.

El Broadway Journal (Diario de Broadway en inglés) fue un periódico de corta publicación fundado en Nueva York por Charles Frederick Briggs y John Bisco en 1844. Un año más tarde, Edgar Allan Poe compró la publicación, siendo el único periódico del que fue dueño, si bien terminó decayendo tras sólo unos pocos meses bajo su liderazgo.

## Historia

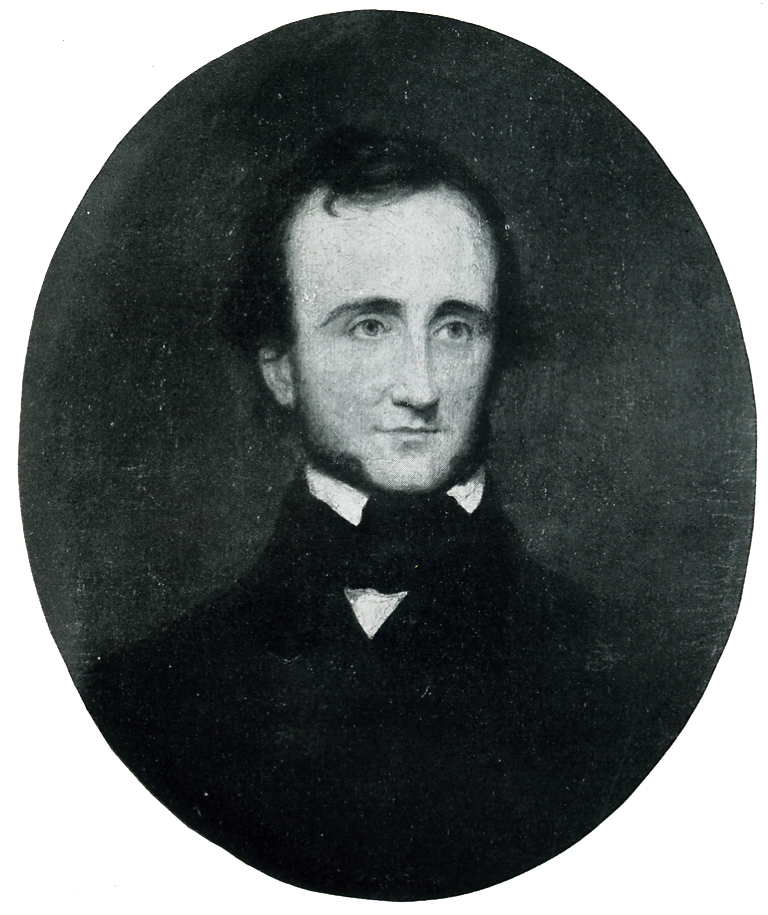
Edgar Allan Poe, quien posteriormente adquirió la publicación.

Briggs, quien anteriormente era conocido como un novelista satírico bajo el seudónimo "Harry Franco", le escribió una carta a James Russell Lowell el 7 de diciembre de 1844, anunciándole sus intenciones de comenzar un diario. «El nombre será, por el bien de la individualidad y además de otras personas, el Diario de Broadway, o Crítica, o Crónica, o el Algo de Broadway.» Ya fundado el Broadway Journal, Briggs se ocupó de las tareas editoriales y de solicitar colaboradores y su socio John Bisco de las cuestiones de publicación y financieras.
El 21 de febrero de 1845, Edgar Allan Poe firmó un contrato por un año para convertirse en editor de la publicación. También accedió a escribir por lo menos una página de material original por semana. Por esto recibiría un tercio de las ganancias. Pronto la reputación de crítico mordaz de Poe comenzó a molestar a Briggs por lo que quiso deshacerse tanto de él como de Bisco. Sin embargo, no logró encontrar nuevos respaldos financieros cuando Bisco subió su precio. Poe, por su parte, consideró por un tiempo vender su porción del diario a Evert Augustus Duyckinck o Cornelius Mathews. Briggs trató de comprar a Bisco, que pedía más dinero del que Briggs estaba dispuesto a pagar. Para junio, Briggs renunciaba por dificultades financieras, y, en octubre, Bisco le vendió su parte a Poe por 50 dólares, quien pagó con una nota endosada por Horace Greeley. Así, Poe quedó en pleno control editorial y en posesión del Broadway Journal.
Poe publicó nuevas versiones de varios de sus obras, incluyendo "La máscara de la muerte roja", "El retrato oval", entre otros. También continuó en su rol de crítico literario, donde se destaca su acusación de plagio contra Henry Wadsworth Longfellow. También utilizó el Broadway Journal para un flirteo muy público con Frances Sargent Osgood y para juntar dinero para su finalmente nunca realizado sueño de una nueva revista intitulada The Stylus.
Poe fue incapaz de lograr que la publicación sea un éxito financiero, si bien había esperado revertir dicha situación. Un préstamo de 50 dólares de Rufus Wilmot Griswold en octubre de 1845 le ayudó a mantenerla por un breve período. En una carta a su amigo y poeta Thomas Holley Chivers, fechada el 15 de noviembre de 1845, le juró «Haré una fortuna de él todavía.» Aun así, la publicación culminó oficialmente con una edición final del 3 de enero de 1846, que incluía la siguiente despedida:

Compromisos insospechados demandan mi completa atención, y los objetivos sin realizar en lo que a mí respecta personalmente, para lo cual se estableció el Broadway Journal, yo, ahora, como su editor, me despido - tan cordialmente de enemigos como de amigos.
Edgar A. Poe.

Tras tomar control total del diario, Poe había pedido la ayuda de sus amigos. Cornelia Wells Walter del Boston Evening Transcript escribió un poema refiriéndose a la situación tras el cierre de la publicación:

To trust in friends is but so so
Especially when cash is low;
The Broadway Journal's proved "no go" —
Friends would not pay the pen of POE.
Confiar en amigos es más o menos
Especialmente cuando falta el dinero;
El Broadway Journal probó "no ir"-
Los amigos no pagarían la pluma de POE.
Cornelia Wells Walter.

## Contenido
El Broadway Journal intentó ser un diario más intelectual comparado con sus contemporáneos, lo que le valió una menor cantidad de lectores y menos éxito financiero. Enfatizaba las crítica literarias, pero también presentaba críticas de arte, teatro y música, así como de poesía y artículos políticos.